# Liste der Monuments historiques in Luchat
Die Liste der Monuments historiques in Luchat führt die Monuments historiques in der französischen Gemeinde Luchat auf.

## Liste der Bauwerke
| Bezeichnung       | Beschreibung                                                   | Standort | Kennzeichnung | Schutzstatus | Datum | Bild |
| ----------------- | -------------------------------------------------------------- | -------- | ------------- | ------------ | ----- | ---- |
| Domaine de Luchat | Herrenhaus, erbaut gegen Ende des 16. Jahrhunderts; Taubenturm | (Lage)   | PA00132882    | Classé       | 1994  |      |

## Liste der Objekte
| Bezeichnung | Beschreibung                                                                      | Standort                           | Kennzeichnung | Schutzstatus | Datum | Bild |
| ----------- | --------------------------------------------------------------------------------- | ---------------------------------- | ------------- | ------------ | ----- | ---- |
| Altar       | Altar mit Tabernakel und Expositionsnische; Holz, farbig gefasst, 18. Jahrhundert | in der Kirche Saint-Paterne (Lage) | PM17001232    | Inscrit      | 1981  |      |
| Kruzifix    | Bronze, 18. Jahrhundert                                                           | in der Kirche Saint-Paterne (Lage) | PM17001233    | Inscrit      | 1981  |      |